# 傷害罪
傷害罪（英語：assault）是一種對他人造成物理或心理上傷害的犯罪，無論出於故意或是過失，通常皆受到刑法處罰。

## 各地規定

### 中華民國
《中華民國刑法》 第二十三章 傷害罪章 
- 第277條 普通傷害罪（輕傷害罪）
- 第278條 重傷害罪
- 第279條 義憤傷害罪
- 第280條 傷害直系血親尊親屬罪
- 第281條 對直系血親尊親屬施暴罪
- 第282條 加工自傷罪
- 第283條 聚眾鬥毆罪
- 第284條 過失傷害罪
- 第285條 傳染花柳病罪
- 第286條 妨害發育罪
- 第287條 告訴乃論及公務員犯罪加重規定

傷害罪的基本定義為行為人主觀上具有傷害他人之故意，客觀上則有對他人身體機能或精神狀態受損的行為；近年來法院實務見解則逐漸肯認創傷後壓力症候群（PTSD）等心理創傷，如果已達對被害人造成實質損傷的程度者（例如需服藥），亦構成本罪。普通傷害罪的刑度為5年以下有期徒刑，重傷害或傷害致死最重可處無期徒刑。
在規範結構上，傷害罪與殺人罪至為相似，均有義憤、直系血親及加工自殺（傷）等變體構成要件；一般普通傷害罪不罰未遂犯，但另外設有傷害致死的结果加重犯處罰；同時基於倫理孝道的考量，特別針對尊親屬施暴但未成傷的行為予以處罰（第281條）；另外出於對儿童的保護，也額外設有妨害發育罪的規定。在訴訟條件上，輕傷害罪與對直系血親傷害罪則採取告訴乃論的立法。
至於過失傷害的部分，輕傷害刑度落在1年以下徒刑，重傷害則為3年以下。原先《刑法》第284條設有第2項「業務過失傷害罪」，針對從事业务之人予以加重處罰；但歷年來實務在操作上對於「從事業務之人」的定義過於模糊寬泛，難以界定其標準，因此與「業務過失致死罪」一併於2019年遭刪除。

### 中华人民共和国

#### 故意傷害罪
在中华人民共和国法律中，故意伤害罪是指侵犯或者损害被害人身体的行为。被害人可以是一个健康人也可以是一个本身有疾病的人，而导致病情加重或者死亡。当然，是以故意杀人罪还是以故意伤害罪来起诉，要从多个角度来研究。
《中华人民共和国刑法》第234條：
1. 故意伤害他人身体的，处3年以下有期徒刑、拘役或者管制。
2. 犯前款罪，致人重伤的，处3年以上10年以下有期徒刑；致人死亡或者以特别残忍手段致人重伤造成严重残疾的，处10年以上有期徒刑、无期徒刑或者死刑。本法另有规定的，依照规定。

## 與殺人罪的差異
從客觀的外在事實來看，傷害是死亡之前的一個過程，而傷害行為也有可能最終導致死亡結果，因此區別二者應從犯罪行為人的「主觀犯意」觀察，如果一開始就有杀人的故意，那麼該行為就應該適用殺人罪；但若行為人並沒有想要殺害他人，僅有傷害他人的故意，卻意外造成被害人死亡，則屬於「故意傷害＋過失致死」的结果加重類型，應適用傷害致死罪（如無該罪則由傷害罪和過失致死罪競合）。